# Karl-Erik Gummeson
Karl-Erik Gummeson, född 30 mars 1910 i Köinge församling, Halland, död 17 oktober 2000 i Spånga församling, Stockholm, var en av Sveriges främsta gitarrbyggare under 1900-talet. 
Gummeson inriktade sig i huvudsak på den nylonsträngade klassiska gitarren av spansk modell, men han gjorde även rekonstruktioner av äldre instrument som vihuela och barockgitarr. Gummesons instrument finns representerade i statens musiksamlingar.
Karl-Erik Gummesson fick tre barn med sin hustru Gunvor: Bo, Ann och Katarina.

Vihuela och Barockgitarr av Karl-Erik Gummeson (1900-talet)
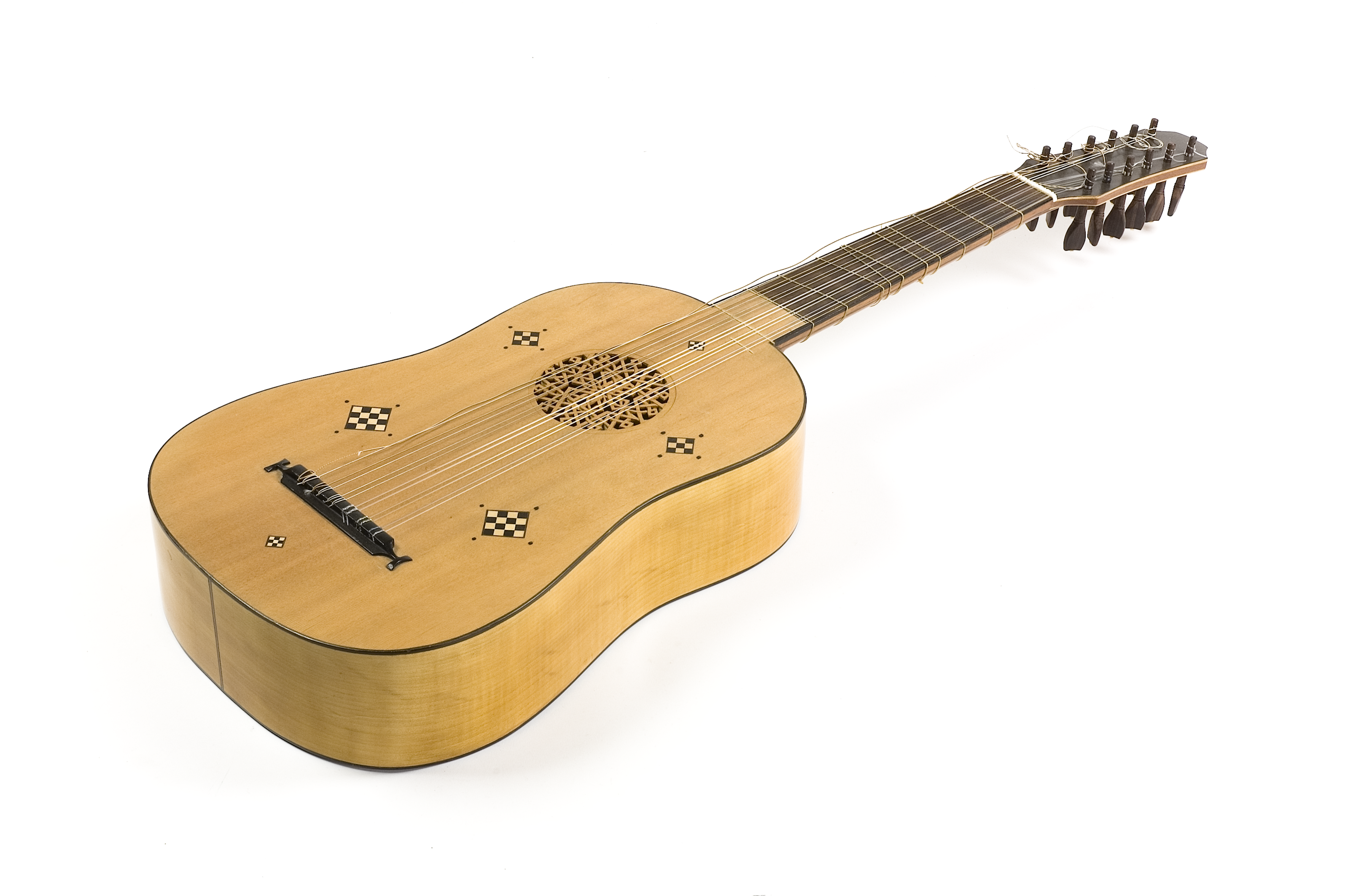